# 大山町 (板橋区)
大山町（おおやまちょう）は、東京都板橋区の町名。丁目の設定がない単独町名である。全域で住居表示が実施されている。

## 地理
板橋区の南東部に位置する。町域の北は仲町、北東は栄町、東は大山東町、南は大山金井町及び幸町、西は大山西町、北西は弥生町にそれぞれ接する。町域の西辺を川越街道が走る。町域内には住宅のほか、区立小学校が立地する。

## 歴史
当該エリアは1871年（明治4年）11月14日に浦和県（現埼玉県）から東京府に編入された。1889年には板橋町の一部分となり、1932年からは板橋区の一部となった。1958年に板橋区板橋町4・9丁目から大山町が成立した。住居表示実施は1971年。

### 地名の由来
「大山」の名が生じたという最も大きなものは「大山詣」との関連である。大山は神奈川県の中央にあり、阿夫利山（雨降山）ともいい、毎年登山参詣で賑わった。大山で生まれ育った瀬田伝次郎（明治26年生まれ）は「江戸時代から神奈川県の『大山へ行くべえ』という大山詣りの人々の足場であったから自然と『大山』と呼ばれるようになった思う」と述べている。
大山詣の人々が休憩するお茶屋が、三菱銀行あたりの所にあり、屋号を「二階屋」と呼んでいた。大山街道の玄関口として重要だったために、自然と「大山」と呼ばれるようになったという説がある。

## 経済

### 産業
江戸時代から住みついている人は瀬田（農業）、瀬田（質屋）、吉田（農業）、吉岡屋（吉川、なら漬）、吉川（呉服屋）、石川（荒物商）、岡田（農業）、当麻（農業）、板橋（農業）、伊崎（馬力屋）、春日（だんご屋）などである。また馬車屋、馬車立場、水車、手風琴の行商などの商売の家があった。
店舗・企業
- コモディイイダ ハッピーロード大山店（スーパーマーケット）
- スギ薬局 ハッピーロード大山店
- すき家 ハッピーロード大山店
- 築地銀だこ 大山ハッピーロード店
- 楽天モバイル ハッピーロード大山店
- リブラン
- 三菱UFJ銀行 大山支店
- 東京信用金庫 大山支店

かつて存在したジム
- 三迫ボクシングジム 練習場

### 事業所
2021年（令和3年）現在の経済センサス調査による事業所数と従業員数は以下の通りである。
- 事業所数 : 335事業所
- 従業員数 : 2,773人

#### 事業者数の変遷
経済センサスによる事業所数の推移。
| 年                 | 事業者数 |
| ------------------ | -------- |
| 2016年（平成28年） | 423      |
| 2021年（令和3年）  | 335      |

#### 従業員数の変遷
経済センサスによる従業員数の推移。
| 年                 | 従業員数 |
| ------------------ | -------- |
| 2016年（平成28年） | 3,149    |
| 2021年（令和3年）  | 2,773    |

## 世帯数と人口
2025年（令和7年）3月1日現在（板橋区発表）の世帯数と人口は以下の通りである。
- 世帯数 : 3,044世帯
- 人口 : 5,048人

### 人口の変遷
国勢調査による人口の推移。
| 年                 | 人口  |
| ------------------ | ----- |
| 1995年（平成7年）  | 4,248 |
| 2000年（平成12年） | 4,551 |
| 2005年（平成17年） | 4,329 |
| 2010年（平成22年） | 4,132 |
| 2015年（平成27年） | 4,766 |
| 2020年（令和2年）  | 4,571 |

### 世帯数の変遷
国勢調査による世帯数の推移。
| 年                 | 世帯数 |
| ------------------ | ------ |
| 1995年（平成7年）  | 2,137  |
| 2000年（平成12年） | 2,398  |
| 2005年（平成17年） | 2,395  |
| 2010年（平成22年） | 2,452  |
| 2015年（平成27年） | 2,750  |
| 2020年（令和2年）  | 2,742  |

## 学区
区立小・中学校に通う場合、学区は以下の通りとなる（2021年8月時点）。
- 区域 : 全域
  - 小学校 : 板橋区立板橋第六小学校
  - 中学校 : 板橋区立板橋第一中学校

## 交通

### 鉄道
- 東武鉄道
  - 東武東上線：大山駅　各駅停車のみ。
    - 上り：池袋方面
    - 下り：成増・川越市・寄居方面

### バス
- 国際興業バス　※出入庫に伴う区間運行系統は省略。
  - 大山：赤51　西が丘経由赤羽駅西口行き・サンシャインシティ経由池袋駅東口行き、光02　光が丘駅行き・サンシャインシティ経由池袋駅東口行き、池55　小茂根五丁目行き・サンシャインシティ経由池袋駅東口行き

### 道路
- 国道254号（川越街道）
- 東京都道420号鮫洲大山線
- 都市計画道路補助第26号線（建設中）

## 施設
- ハッピーロード大山商店街
- 板橋ハッピーロード郵便局
- 板橋区立板橋第六小学校
- 瑞法寺 - 真宗大谷派の仏教寺院。山号は紫雲山。

## 出身・ゆかりのある人物
- 城咲仁（タレント、元ホスト） - 実家は隣接する大山西町にある中華料理屋「丸鶴」[17]。子供時代『ハッピーロード大山』のマスコットキャラクターの名付け親になったことがある。
- 瀬田吉之助（瀬田不動産合資会社代表社員、鍋屋合資会社代表社員、農業、地主、板橋町会議員） - 質商・瀬田文次郎の実弟[18][19]。瀬田家は板橋町の名門として知られ、累代町内に重きをなした[18]。
- 瀬田醻一（東京府多額納税者、鍋屋、金融業、地主・家主、板橋区会議員、東京市会議員） - 質商・瀬田文次郎の長男[19][20]。
- 石川翔（プロ野球選手　中日ドラゴンズ所属）

## その他

### 日本郵便
- 郵便番号 : 173-0023[3]（集配局 : 板橋郵便局[21]）。